# La Neirigue

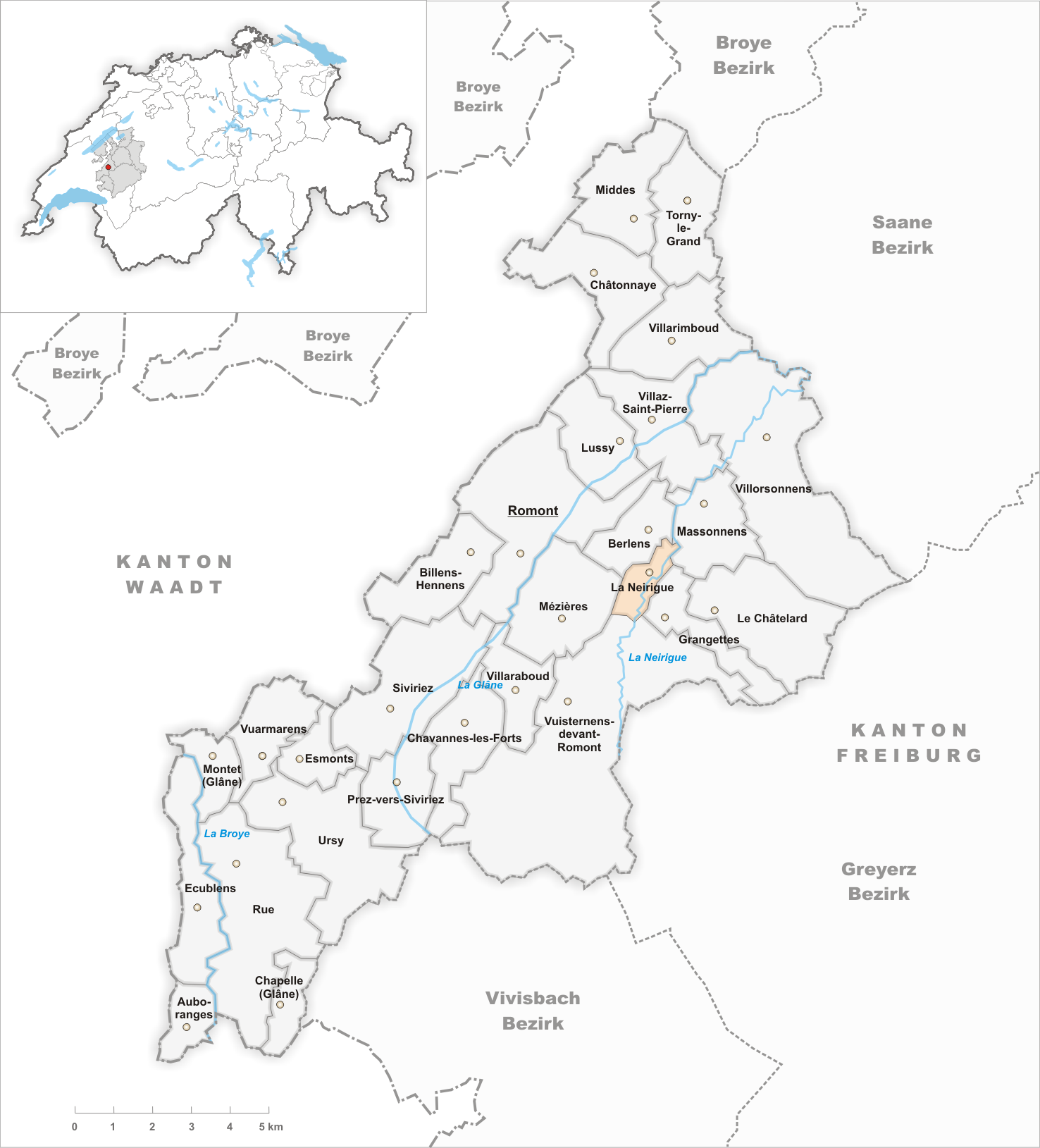
Gemeindestand vor der Fusion am 1. Januar 2004

La Neirigue (Freiburger Patois La Nèrivouèⓘ) ist eine Ortschaft und früher selbständige politische Gemeinde im Distrikt Glâne des Kantons Freiburg in der Schweiz. Am 1. Januar 2004 wurde La Neirigue nach Vuisternens-devant-Romont eingemeindet.

## Geographie
La Neirigue liegt auf 742 m ü. M., vier Kilometer nordnordöstlich von Vuisternens-devant-Romont und drei Kilometer ostsüdöstlich des Bezirkshauptortes Romont (Luftlinie). Das Dorf erstreckt sich in der Talmulde der Neirigue zwischen der Höhe von Les Brévires im Westen und dem Hügelzug des Gibloux im Osten, über der Mündung des Seitenbachs Mausson, im Molassehügelland des Freiburger Mittellandes. Die ehemalige Gemeindefläche betrug rund 1,4 km². Das Gebiet umfasste einen Abschnitt am Mittellauf der Neirigue und reichte im Westen auf die Waldhöhe von Les Brévires (bis 843 m ü. M.).

## Bevölkerung
Mit 60 Einwohnern (2002) zählte La Neirigue vor der Fusion zu den kleinsten Gemeinden des Kantons Freiburg. Zu La Neirigue gehören mehrere Einzelhöfe.
Einwohnerzahlen: Volkszählungsdaten

## Wirtschaft
La Neirigue lebt noch heute zur Hauptsache von der Landwirtschaft, insbesondere von der Milchwirtschaft (für die Käseproduktion) und der Viehzucht. Durch die Wasserkraft der Neirigue wurde früher eine Mühle betrieben.

## Verkehr
Der Ort liegt abseits der grösseren Durchgangsstrassen an einer Verbindungsstrasse von Berlens nach Grangettes. La Neirigue besitzt von Montag bis Freitag durch eine Buslinie der Transports publics Fribourgeois, die von Sommentier nach Estévenens verkehrt, eine Anbindung an das Netz des öffentlichen Verkehrs.

## Geschichte
Der Ortsname ist von den lateinischen Wörtern Nigra aqua (schwarzes Wasser) abgeleitet. Seit dem Mittelalter unterstand La Neirigue der Herrschaft Grangettes. Als die Berner 1536 das Waadtland eroberten, kam das Dorf unter die Herrschaft von Freiburg und wurde der Vogtei Romont zugeordnet. Nach dem Zusammenbruch des Ancien Régime (1798) gehörte La Neirigue während der Helvetik und der darauf folgenden Zeit zum Bezirk Romont und wurde 1848 in den Bezirk Glâne eingegliedert.
Im Rahmen der vom Kanton Freiburg seit 2000 geförderten Gemeindefusionen stand zunächst eine Fusion von La Neirigue mit Grangettes und Le Châtelard zur Debatte. Weil dieses Fusionsprojekt noch nicht weit genug gediehen war, entschieden sich die Dorfbewohner im Jahr 2003 einstimmig für die Fusion mit Vuisternens-devant-Romont, welche am 1. Januar 2004 rechtskräftig wurde.

## Sehenswürdigkeiten
Die Kapelle von La Neirigue stammt von 1651; das Dorf gehört zur Pfarrei Berlens.